# Холокост в Россонском районе
Холокост в Россо́нском районе — систематическое преследование и уничтожение евреев на территории Россонского района Витебской области оккупационными властями нацистской Германии и коллаборационистами в 1941—1944 годах во время Второй мировой войны, в рамках политики «Окончательного решения еврейского вопроса» — составная часть Холокоста в Белоруссии и Катастрофы европейского еврейства.

## Геноцид евреев в районе
17 июля 1941 года Россонский район был полностью оккупирован немецкими войсками, и оккупация продлилась до 14 июля 1944 года.
Нацисты включили Россонский район в состав территории, административно отнесённой к тыловому району группы армий «Центр». Вся полнота власти в районе принадлежала нацистской военной оккупационной администрации, действующей через созданные вермахтом полевые и местные комендатуры. Для осуществления политики геноцида и проведения карательных операций сразу вслед за войсками в район прибыли карательные подразделения войск СС, айнзатцгруппы, зондеркоманды, тайная полевая полиция (ГФП), полиция безопасности и СД, жандармерия и гестапо.
Во всех крупных деревнях района были созданы районные (волостные) управы и полицейские гарнизоны из белорусских коллаборационистов.
Одновременно с оккупацией нацисты и их приспешники начали поголовное уничтожение евреев. Уже в августе 1941 года прошли «акции» (таким эвфемизмом гитлеровцы называли организованные ими массовые убийства) во многих деревнях района. В тех населенных пунктах, где евреев убили не сразу, их содержали в условиях гетто вплоть до полного уничтожения.
В Краснопольском сельсовете в деревне Краснополье осенью 1941 года более 30 евреев собрали и расстреляли недалеко от реки напротив деревни Демех. В самой деревне Демех в августе 1941 года немцы расстреляли евреев-беженцев из Невеля, и ров, в котором лежали убитые, долго никто не закапывал. В деревне Владимировка евреев убили около дороги на полпути до деревни Тродовичи. В деревне Шулятино 13-14 сентября 1941 года нацисты расстреляли 20 местных евреев на территории льнозавода. Вскоре убили евреев в остальных деревнях сельсовета.
Недалеко от деревни Поповка (теперь деревня Озерная Краснопольского сельсовета) на острове посередине озера Волобо скрывалась еврейская семья, убитая по доносу немцами. Еврей Новик из деревни Заборье прятался в землянке в Чёрном бору и тоже был выдан и убит.
2 октября 1941 года около 500 немцев окружили хутор Парамки в Невельском районе Псковской области, в котором на тот момент находилась база партизанского отряда имени Чкалова и где скрывались несколько еврейских семей из деревни Краснополье Россонского района. Все евреи — 10 человек — были сожжены живьём.
Погибли все евреи Юховичей (Клястицкий сельсовет) — часть из них расстреляли в Россонском гетто, а часть прямо в деревне. Их построили и погнали в Россоны, обманув, что будут отправлять в Палестину и чтобы они взяли с собой все ценности и лучшие вещи. Потом выманенные таким образом ценности отобрали.
В Россонское гетто, кроме местных евреев, также согнали и убили часть евреев из Альбрехтово, Горбачево, Заборья, Клястиц и других близлежащих деревень, а также несколько евреев из Латвии и евреев-беженцев из Польши.
За время оккупации практически все евреи Россонского района были убиты.

## Гетто
Оккупационные власти под страхом смерти запретили евреям снимать желтые латы или шестиконечные звезды (опознавательные знаки на верхней одежде), выходить из гетто без специального разрешения, менять место проживания и квартиру внутри гетто, ходить по тротуарам, пользоваться общественным транспортом, находиться на территории парков и общественных мест, посещать школы.
Реализуя нацистскую программу уничтожения евреев, немцы создавали гетто почти во всех городах и населённых пунктах Беларуси, где проживало еврейское население. Так и в Россонском районе оккупанты организовали одно гетто — в Россонах (сентябрь 1941 — 10 января 1942), в котором были замучены и убиты около 500 евреев.

## Сопротивление
Среди партизан и подпольщиков района были и евреи. Один из них — Давид Лейбович Задов, который работал первым секретарем Россонского райкома комсомола и был оставлен в тылу врага для организации подпольной борьбы. К началу войны ему было 25 лет, и он погиб в 1941 году.

## Память
Известна часть фамилий жертв геноцида евреев в районе.
В Россонах на месте расстрела евреев в Себежском переулке в 1962 году была установлена мемориальная доска, а в 1974 году — памятник. В 1965 году также установлен обелиск на братской могиле военнопленных и евреев, убитых в 1941-42 годах на восточной окраине Россон на улице Короткевича.
В деревне Дворище (Альбрехтовский сельсовет) на могиле расстрелянной семьи Яхнович установлен памятник.